# Hipolit Skimborowicz

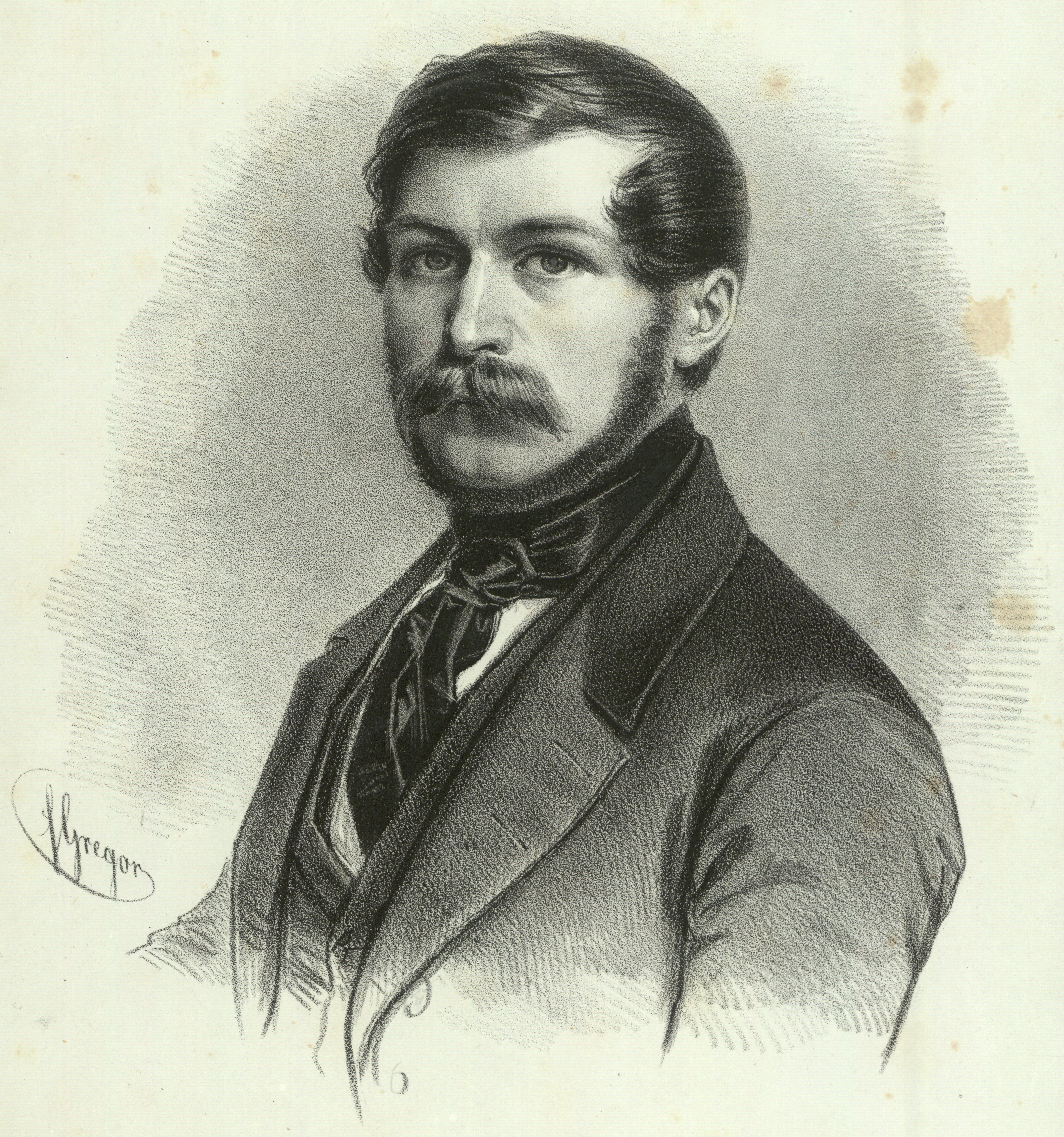
Hipolit Skimborowicz na litografii z 1845

Hipolit Skimborowicz (ur. 1815 w Żytomierzu, zm. 30 lipca 1880) – pisarz, publicysta, redaktor kilku czasopism i Kustosz Muzeum Starożytności Uniwersytetu Warszawskiego.

## Życiorys
Zgromadził wiele pamiątek z wolnomularskiej przeszłości Warszawy, pozostawił w rękopisie materiały do dziejów wolnomularstwa polskiego i zbiory dokumentów, odznak, odznaczeń i strojów wolnomularskich. Był jednym z autorów haseł do 28 tomowej Encyklopedii Powszechnej Orgelbranda z lat 1859-1868. Jego nazwisko wymienione jest w I tomie z 1859 roku na liście twórców zawartości tej encyklopedii.

## Książki
- Powieści
- Konaszewicz w Białogrodzie : tragedija oryginalnie po polsku z dziejów Ukrainy napisana
- Literatura dla młodzieży płci obojej ze wzorowych pisarzy polskich
- Magdalena (Nina) z Żółtowskich Łuszczewska i jej salon : wspomnienie pośmiertne[3]
- Rzecz krótka o życiu i dziełach Szyllera : wydana w rocznicę urodzin jego, obchodzoną w Warszawie roku 1859[4]
- Wspomnienie życia ś. p. Jędrzeja Śniadeckiego[5]
- Żywot i prace Jana Heweliusza Gdańszczanina[6]
- Żywot, skon i nauka Jakóba Józefa Franka : ze spółczesnych i dawnych źródeł[7]
- Utwory muzyczne
- Schmid: Powieści
- Przewodnik dla zwiedzających Częstochowę[8]
- Willanów : album : zbiór widoków i pamiątek oraz kopje z obrazów Galeryi Willanowskiej wykonane na drzewie w Drzeworytni Warszawskiej z dodaniem opisów skreślonych przez H. Skimborowicza i W. Gersona[9]
- F. R. Chateaubriand: Atala
- Mikołaj Kopernik Polak